# 马歇尔湖
马歇尔湖（Marsh Lake，Mud Lake）是育空河上的一个湖泊，位于育空首府白马市东南。马歇尔湖长约30公里，最宽处约4公里。 经纬度为60°26′10″N 134°15′02″W 。湖面海拔2,147英尺(654 m)。马歇尔湖社区位于湖的北岸。